# Monasterio de la Purísima Concepción (Jerez de la Frontera)
El convento de las Mínimas es un convento católico situado en el Distrito centro de Jerez de la Frontera (Andalucía, España).

## Historia
Fue creado en 1524 por las Clarisas capuchinas.

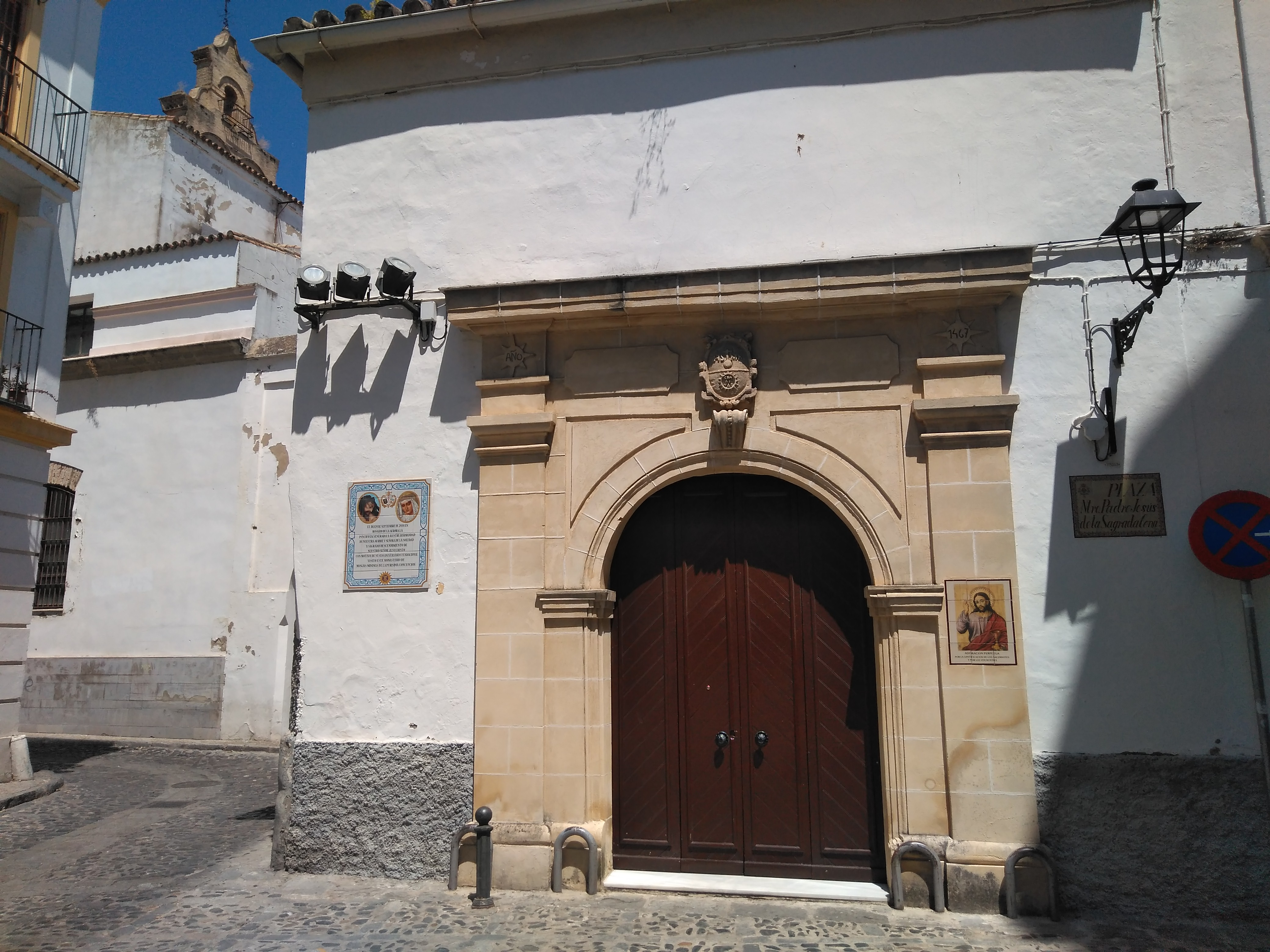
Portada de la iglesia

Posteriormente fue saqueado en 1702 por tropas ingleses. Y algo más de un siglo después, en 1868, revolucionarios de "La Gloriosa" derribaron parte del mismo.
En el interior de su iglesia existen varios retablos barrocos y neoclásicos, así como la imagen de la antigua Virgen de la Soledad, que se veneraba en el Convento de los Mínimos de la Victoria.